# Dream trance
El dream trance o dream house és un subgènere de la música trance que va aconseguir el seu punt màxim de manera destacada a l'escena dance internacional entre 1995 i 1998.
Es caracteritza per portar tonades suaus, profundes i enganxoses que generalment es toquen amb un instrument acústic (piano, saxòfon, violí, etc ...) que són masteritzades sobre una estructura electrònica. Les melodies són considerades de somni, és a dir, que tendeix a alterar la ment de l'oient, d'aquí el nom.
El DJ italià Roberto Concina, conegut amb el nom de Robert Miles, és el seu major representant, amb el seu èxit Children del seu àlbum Dreamland (1996).
L'estructura musical és similar a la de l'Eurodance i el dance pop. No obstant això, la música s'enfoca més en la melodia que en el ritme, això dona lloc a una melodia trance de progressió constant amb una base rítmica house.
| CARACTERÍSTIQUES   | CARACTERÍSTIQUES                                  |
| ------------------ | ------------------------------------------------- |
| Orígens Musicals   | House, Classic trance, techno, ambient i chillout |
| Orígens culturals  | 1995, Italia                                      |
| Instruments comuns | Sintetizador, secuenciador, piano, sampler        |
| Popularitat        | Alta de 1996 a 1997, baixa a partir del 1998      |
| Derivats           | Progressive house, balearic trance                |

## Història

### Orígens
El Dream Trance va sorgir com a resposta a les pressions socials a Itàlia durant la dècada de 1990. El creixement de la cultura rave entre els joves i la popularitat dels clubs nocturns, havien creat una tendència setmanal de morts per accidents de trànsit, ja que molts conductors es quedaven adormits al volant després de llargues nits de festa o conduïen sota els efectes de l'alcohol. A mitjans del 1995, dos joves que van morir per aquest fenomen van donar el nom a Itàlia a l'anomenat sacrifici del dissabte nit. Nens de Robert Miles és una de les pistes pioneres del gènere i va ser creada a partir d'aquests dos accidents. La intenció de DJs com Robert Miles era crear música relaxant per concloure la festa nocturna, com un mitjà per contrarestar els ritmes ràpids de les discoteques d'on sortien. Es va donar a conèixer amb l'aprovació de les autoritats i els pares de les víctimes d'accidents d'automòbils.

### Desenvolupament
El 1996 hi va haver una gran diversitat de projectes creats per les cases discogràfiques en adonar-se de la gran acceptació de l'estil, destacant a B.B.E. amb 7 weeks & a half, Cyberdream amb Imperi i Atlantis o el mateix Robert Miles amb Fable i One and One.
Un any més tard, el 1997, el gènere es fusiona amb el house progressiu i el Balearic Beat donant un pas al Trance progressiu i al Balearic trance respectivament. No obstant això, encara queden pistes que conserven la línia dream com L'Ultimo Dei Mohicani d'Arkimed i algunes produccions de segells discogràfics.

### Declivi i llegat
Després de la fusió amb altres gèneres com el house progressiu o el balearic beat, el dream trance perd importància. El 1998 només es publiquen algunes pistes del gènere en els primers mesos de l'any com 14 Hours To Save The Earth de Tomski. A partir d'aquest moment l'estil desapareix dràsticament del panorama dance.
El dream trance com a tal no ha tornat a ser publicat des del 1998, però la seva imprenta i la del classic trance encara continuen en les modalitats més melòdiques del gènere com el trance progressiu o el trance vocal.
Alguns recopilatoris posteriors inclouen el terme dreamtrance per designar temes de tall melòdic, però no són del gènere Dream trance en si sinó més aviat de dream progressiu o vocal.

## Estructura
El dream trance utilitza ritmes de ball semblants als dels gèneres Eurodance i Dance pop barrejats amb models de baixos de 4/4 amb un so particularment repetitiu. L'enfocament de la música es basa fonamentalment en la melodia més que en el beat, donant lloc a una melodia semblant a la del house. L'estructura del ritme també és molt senzilla, però, com s'ha dit abans, tota la importància s'accentua en cadenes instrumentals que deriven de diverses notes i formen les cançons. Per tant, l'estil és molt similar al trànsit en la seva consistència general, amb l'única diferència de ser una progressió constant, com la casa.

## Temes destacats del Dream trance
- - Apotheosis de Two Milord
  - Atlantis, Cyberdream de Imperio
  - Activity de Pianorama
  - Memories de Nitribit
  - Circle de Asix
  - Children, Fable, One and One de Robert Miles
  - Celebrate the Love, Dreamer, de Zhi-Vago
  - Drop By Drop de Ekzotic Garden
  - Feel My Love, de Zymotix
  - Flight de Cosmic Control
  - Eyes of The Night (Dream Future Mix) de TRIP & J.B.
  - Grand Piano de DJ Data
  - Join me de Anastasia
  - I Love de Gianni Parrini
  - In Africa de Piano Negro
  - Infinity Dream de DJ Strauss
  - NCIS Theme de Numeriklab
  - On The Road (From Rain Man) de Eta Beta J. (original de Hans Zimmer)
  - X-Files, Mission Impossible, Metropolis de DJ Dado
  - Moon's Waterfalls de Roland Brant
  - Seven Days and One Week de B.B.E.
  - Sky Plus de Nylon Moon
  - Twin Peaks Theme de Agent Vyper
  - Pyramid de W.P Alex Remark (Giancarlo Loi)
  - Flowers de Bandheras
  - Let's Try Again de Computer Lover feat. Luciana
  - Dream Skies de Mark Chrystal